# Hitman: Rozgrzeszenie
Hitman: Rozgrzeszenie (ang. Hitman: Absolution) – gra komputerowa z gatunku skradanek, wyprodukowana przez studio IO Interactive. Jest ona piątą odsłoną serii gier komputerowych Hitman, a jej światowa premiera odbyła się 20 listopada 2012 na platformy Microsoft Windows, PlayStation 3 i Xbox 360. 15 lutego 2017 gra została wydana na platformę Xbox One dzięki wstecznej kompatybilności. W 2019 roku wydano remaster gry na PS4 i Xbox One.
Gra została pozytywnie oceniona ze względu na grafikę, rozmiar i różnorodność poziomów. W marcu 2013 roku ogłoszono, że gra została sprzedana w ponad 3,6 milionach kopii.

## Fabuła
Wydarzenia w grze Hitman: Absolution mają miejsce zaraz po wydarzeniach z Hitmana: Blood Money. Zwierzchnikiem głównego bohatera zostaje Benjamin Travis – wysoko postawiony członek Agencji. Pierwsze zlecenie, jakie Agent 47 otrzymuje jest następujące – eliminacja Diany Burnwood, czyli osoby, która była promotorką Agenta od początku pracy w Agencji. Mimo to, Agent zakrada się do jej prywatnej posiadłości i zabija ją. Diana została celem Agencji dlatego, że wyjawiła sekrety, które de facto doprowadzają do jej upadku. 47 dowiaduje się o tym później, po śmierci Diany. Zostawiła ona bowiem list, w którym prosi tylko o to, by uratował Victorię. Była ona tworem inżynierii genetycznej, tak samo jak każdy Agent pracujący dla ICA. Diana nie chciała, by Victoria przeżyła to samo, co Agent 47 – więc poprosiła go, by ją chronił. Agent uznał to za ostatnie zlecenie od swojej promotorki i przystał na postawione warunki. W wyniku tego Travis uznał go za zdrajcę Agencji.
47 ukrywa Victorię w kościele u sióstr zakonnych, po czym kontaktuje się z informatorem Ptaśkiem. Ptasiek przystaje na warunki, ale żąda, by Agent wyeliminował szefa chińskiej mafii w dzielnicy Chinatown. Po wykonanym zadaniu Agent ścina swój kod kreskowy z karku i oddaje Ptaśkowi swoje pistolety. Następnie udaje się do hotelu Terminus w celu wyeliminowania Blake’a Dextera – właściciela firmy Dexter Industries. Po podsłuchaniu dyskusji z asystentką Dextera, Laylą Stockton Agent 47 dochodzi do wniosku, że Dexter planuje porwać Victorię i sprzedać ją temu, kto da najwięcej. Ochroniarz Dextera – Sanchez – zauważa go i ogłusza. Dexter rozumie, co się właśnie stało, więc zabija pokojówkę, która widziała zajście, podpala pokój  i ucieka. Agent 47 jednak daje radę uciec z hotelu i kontynuować poszukiwania Victorii. Okazuje się, że Ptasiek zdradził lokalizację Victorii Dexterowi. Dexter z kolei najął Edwarda Wade'a i jego zbirów, by odzyskał Victorię.
Agent 47 trafia do szpitala, w którym schował Victorię. Niestety, spóźnia się minimalnie – zabija co prawda Edwarda, ale Lenny – syn Dextera – ucieka z Victorią. Agent 47 wyrusza odzyskać swoje pistolety, po czym odwiedza główną kwaterę Dexter Industries i zabija naukowców, którzy badali Victorię. Niszczy też dokumenty dowodzące jej istnienie. Po tym zajściu odwiedza nielegalny klub walk, w którym zabija Sancheza. Następnie wykupuje miejsce w hotelu na uboczu. Hotel został jednak zaatakowany przez siły ICA. Agent zabija 9 agentek, po czym wyrusza na poszukiwania Dextera.
Dexter wyruszył do Hope i przetrzymuje Victorię w areszcie sądu federalnego. 47 próbuje ją odnaleźć, lecz zostaje schwytany przez szeryfa Skurky'ego. Ucieka z aresztu, odzyskuje odebraną mu broń i ucieka policji, po czym odnajduje szeryfa w kościele, a zanim 47 zabija szeryfa, ten wyjawia mu, że Dexter i reszta przeciwników udała się z Victorią do parku Blackwater. Agent wchodzi do hotelu i zabija Laylę Stockton, po czym wchodzi na dach i ściga Dextera. Udaje mu się go dorwać. Zabija go i odbija Victorię z jego rąk. Victoria, lekko zirytowana faktem swojego porwania postanawia wysypać 10 milionów okupu, jakie miał ze sobą Dexter na ciało zainteresowanego. Victoria ucieka z 47 śmigłowcem.
Parę miesięcy później Agent odwiedza cmentarz, na który trafił Travis ze swoją świtą, pewni tego, że Diana Burnwood nie została zabita. Nie udaje się im jednak odkryć prawdy, bowiem Agent zabija ich. Ostatecznie okazuje się, że Diana przeżyła. Gracz dowiaduje się tego, gdy Agent ogląda przez lunetę Dianę i Victorię w prywatnej posiadłości Burnwood. Diana ponownie wita Agenta w ICA i dziękuje mu za współpracę.

## Rozgrywka
Gracz wciela się w Agenta 47 – zabójcę na zlecenie, który specjalizuje się w eliminowaniu swoich celów niepostrzeżenie. Kamera umieszczona jest za ramieniem bohatera. Rozgrywka opiera się na wykonywaniu celów podczas przechodzenia kolejnych poziomów. Nie zawsze głównym zdaniem jest eliminacja celu; czasami rozgrywka zamyka się w przejściu z miejsca A do miejsca B. Sposób wykonania zadania nigdy nie jest dyktowany przez grę – gracz może zarówno podejść do zadania jak w większości skradanek – nie zmieniając stroju, odwracając uwagę przeciwnika przejść do celu. Szeroki arsenał broni zapewnia graczowi możliwość podejścia do zadania bardziej bezpośrednio, najprościej – wybijając do nogi przeciwnika.
Gra jednak nie nagradza takiego podejścia. Aby osiągnąć najwyższą notę za poziom, należy nie tylko nie zabijać nikogo, ale jeszcze unikać wzroku swoich przeciwników. Aby uniknąć wykrycia można użyć przebrania lub wtopić się w otoczenie. Niestety, gracz przebrany za daną postać może być w dalszym ciągu wykryty przez osoby noszące takie samo przebranie. Aby uniknąć wykrycia w przebraniu, gracz ma do dyspozycji instynkt umożliwiający ukrycie się nawet przed najbardziej dociekliwymi przeciwnikami.
Dodatkowo każdy poziom w grze zapewnia wiele sposobów na zabicie celu przez upozorowanie wypadku. Gracz rozpoczyna podróż w prywatnej posiadłości Diany Burnwood, później odwiedza następujące miejsca: szpital, spelunę, sklep z bronią, hotel, krawca, kościół, ulice miasta, pustynię, klub walk – i wiele innych. Na każdej z map gracz może rozegrać misje tworzone przez społeczność – tryb kontraktów umożliwia oznaczenie celu, który będzie musiał zostać wyeliminowany przez innego gracza, który podejmie się wyzwania.